# Igualatorio Médico Quirúrgico
El Igualatorio Médico Quirúrgico (IMQ) es una empresa española que se dedica a la comercialización de asistencia sanitaria privada y seguros de salud, con sede en Bilbao (Vizcaya, País Vasco). Constituida el 11 de mayo de 1934, es la aseguradora médica privada más antigua de España.
Nacida bajo el nombre Asociación del Igualatorio Quirúrgico y de Especialidades, surgió cuando todavía no existía un sistema de sanidad pública en España. Un centenar de médicos de la capital vizcaína pusieron en marcha el primer sistema sanitario privado de España. «Se trataba de garantizar a la creciente clase media atención quirúrgica de libre elección por una económica póliza familiar o individual de abono mensual llamada iguala».

## El Grupo IMQ
El Grupo IMQ está integrado por una división centrada en los seguros sanitarios, Igualatorio Médico Quirúrgico, S.A. de Seguros y Reaseguros, y una segunda, prestadora de servicios sanitarios y asistenciales, y relacionada con la salud, el bienestar y la tercera edad, llamada IMQ Servicios. Desde un punto de vista societario, la Sociedad de Médicos del Igualatorio Médico Quirúrgico SA es la propietaria de la compañía. A fecha de 2012, es un grupo empresarial que participa en 36 empresas relacionadas con seguros, asistencia sanitaria, socio-sanitarios y de bienestar.
Por número de asegurados, IMQ Seguros es la primera compañía en el País Vasco en el ramo de seguros de salud con más de 312 000 clientes y 500 empresas.
La cuota de mercado alcanza en el País Vasco un 76 % y en Vizcaya un 84 %. En la tabla de clasificación nacional de grupos de seguros de salud, IMQ ocupa el sexto lugar por volumen de primas, según ICEA. 
Dispone de un cuadro médico de más de 2 600 profesionales, y es propietaria de diversas clínicas y centros privados del País Vasco. Además mantiene acuerdos con clínicas de Vizcaya, Álava y Guipúzcoa. Mediante un convenio con Adeslas, IMQ proporciona acceso a más de 33 000 profesionales y 1100 centros de toda España, como el Centro Médico Teknon, el Hospital Ruber Internacional o M.D. Anderson, entre otros.

## Red asistencial propia

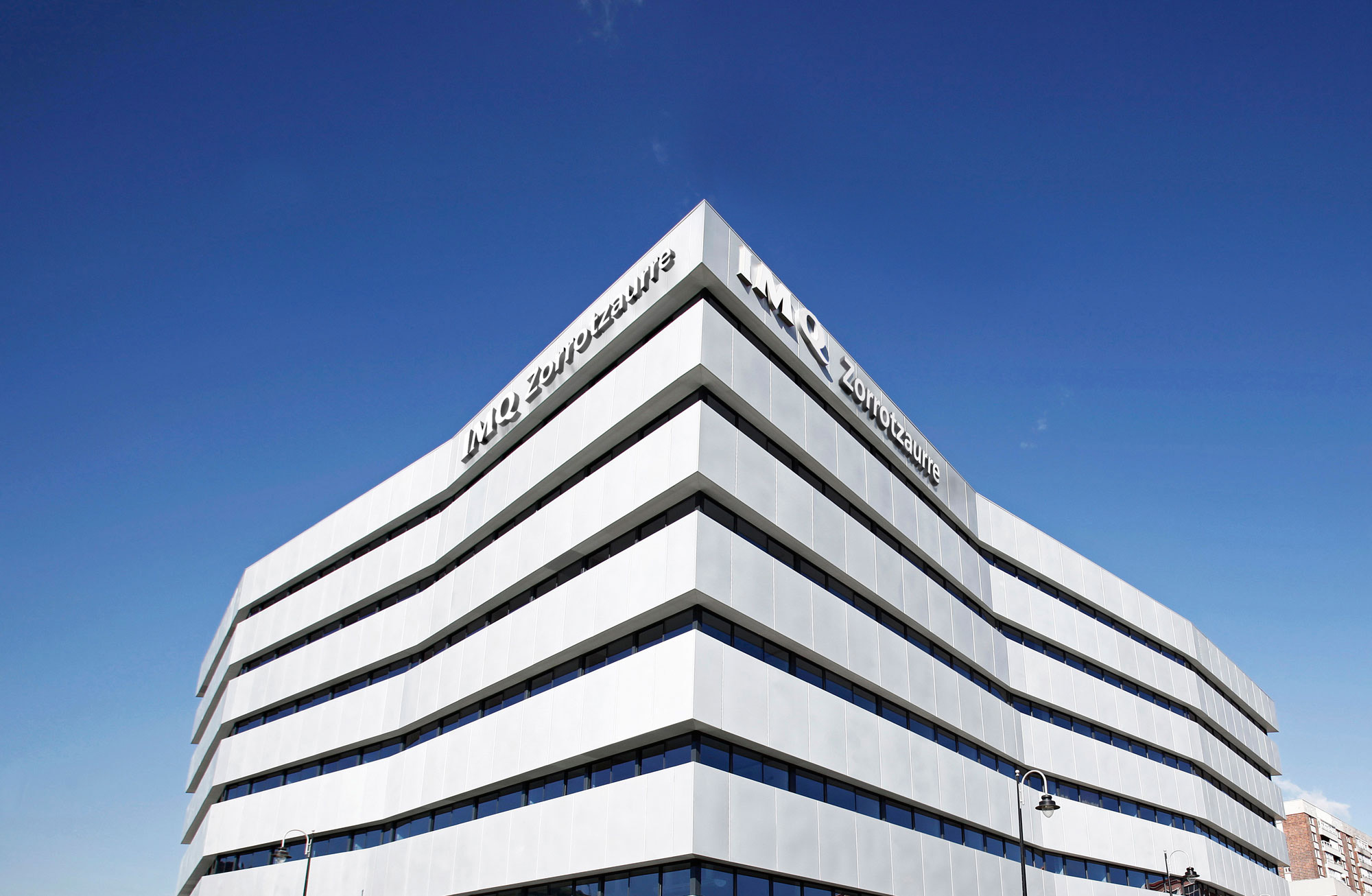
Clínica IMQ Zorrotzaurre.

- La Clínica IMQ Vicente San Sebastián fue el primer centro hospitalario propio de IMQ. Actualmente cerrada y realizándose el derribo, trasladó en 2012 sus servicios a la nueva Clínica IMQ Zorrotzaurre.
- Tras su incorporación se sumó la Clínica IMQ Virgen Blanca

IMQ ha desarrollado después otros proyectos asistenciales 
- Centro Médico IMQ Amarica en Vitoria
- Centro Médico IMQ Colón
- Centro Médico IMQ Doña Casilda
- Centro de Rehabilitación y Medicina Deportiva IMQ Ajuriaguerra
- Clínica dental IMQ Avenida
- IMQ ha finalizado la construcción de una clínica propia en Bilbao para coger el relevo de la Clínica IMQ San Sebastián, cerca de la rivera de Deusto, y denominada Clínica IMQ Zorrotzaurre, «que se convertirá en el mayor centro sanitario vasco por número de camas, con 158 habitaciones individuales y 210 camas».[7] Además, el centro sanitario del IMQ, está diseñado por los arquitectos Carlos Ferrater y Alfonso Casares, y ha finalizado en diciembre de 2011, y ha entrado en funcionamiento en abril de 2012.[8][9][10] La clínica está ubicada en una parcela de 9.000 metros cuadrados en el centro de Bilbao y tiene una superficie construida de 18.000 metros cuadrados- ha requerido de una inversión de 85 millones de euros, y 158 habitaciones individuales, unidades de hospitalización, una UCI con 12 boxes, 10 quirófanos polivalentes y tres salas de parto.[11] El arquitecto Carlos Ferrater trabaja en la ampliación de este hospital con un edificio anexo, que acogerá la futura facultad de medicina de la Universidad de Deusto.[12]

## Joint Comission
La Clínica IMQ Zorrotzaurre se ha convertido (diciembre de 2013) en el único centro sanitario del País Vasco acreditado por la Joint Comission International, la acreditación sanitaria más prestigiosa del mundo. La acreditación Joint Comission, que en España solo han logrado nueve centros sanitarios, avala y reconoce los estándares de calidad, seguridad y atención asistencial de los centros sanitarios. La mayor organización de certificación de hospitales de Estados Unidos es la que tiene más experiencia en acreditaciones sanitarias en todo el mundo, cuyo objetivo es lograr la mejora de la calidad y la seguridad de las organizaciones vinculadas con la sanidad. Se suma así, a una élite mundial de clínicas y hospitales en la que se encuentran entre otros, la Clínica Mayo, el Mount Sinaí o el MD Anderson de Houston.

## Reconocimientos

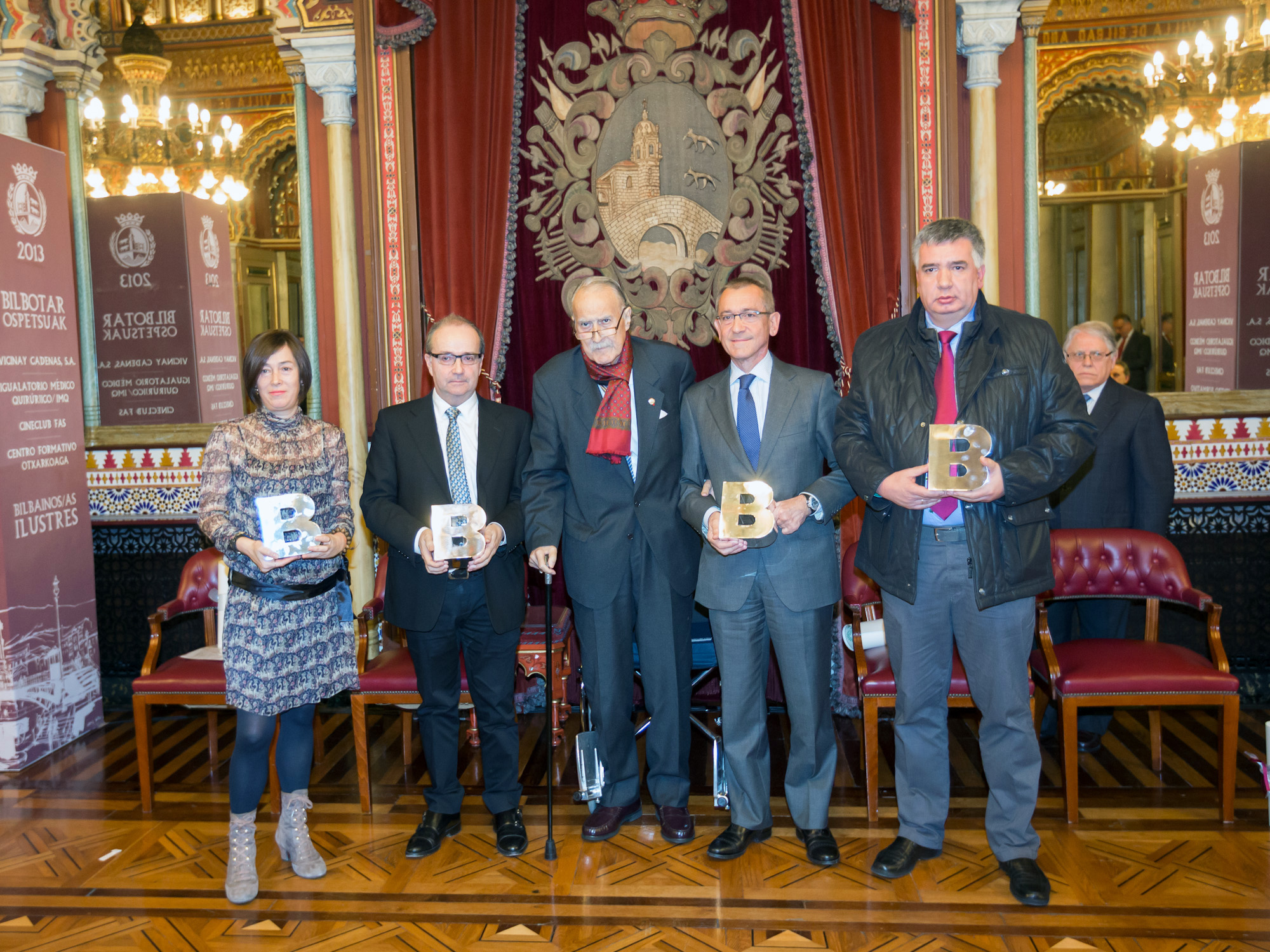
Premio Bilbaínos Ilustres 2013

El Ayuntamiento de Bilbao otorgaba en noviembre de 2013 el galardón de Bilbaíno ilustre a IMQ, junto a otras entidades, por su labor para ensalzar el nombre de la ciudad. Entre los motivos del galardón, se destaca el carácter pionero de IMQ, que fue en 1934 la primera aseguradora médica del Estado; la primera compañía en Euskadi en el ramo de seguros de salud, con más de 312.000 clientes y 500 empresas, o por su cuadro médico, con más de 2.600 profesionales.

## Deporte
IMQ es la aseguradora médica oficial del Athletic Club desde la temporada 98/99 y responsable de las urgencias que se producen durante los partidos que se juegan en San Mamés. También es la aseguradora sanitaria oficial del Bizkaia Bilbao Basket y el Caja Laboral Baskonia, así como de la Real Sociedad  y la Sociedad Deportiva Eibar y de los deportistas vascos integrados en la iniciativa BAT Basque Team, de apoyo al deporte olímpico vasco. 
Ha puesto en marcha campañas de concienciación social sobre determinados aspectos relacionados con la salud.